# 野口五郎小屋

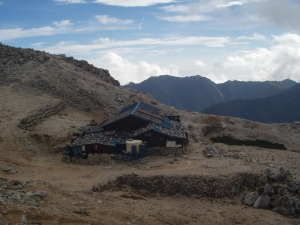
稜線近くから見下ろした野口五郎小屋

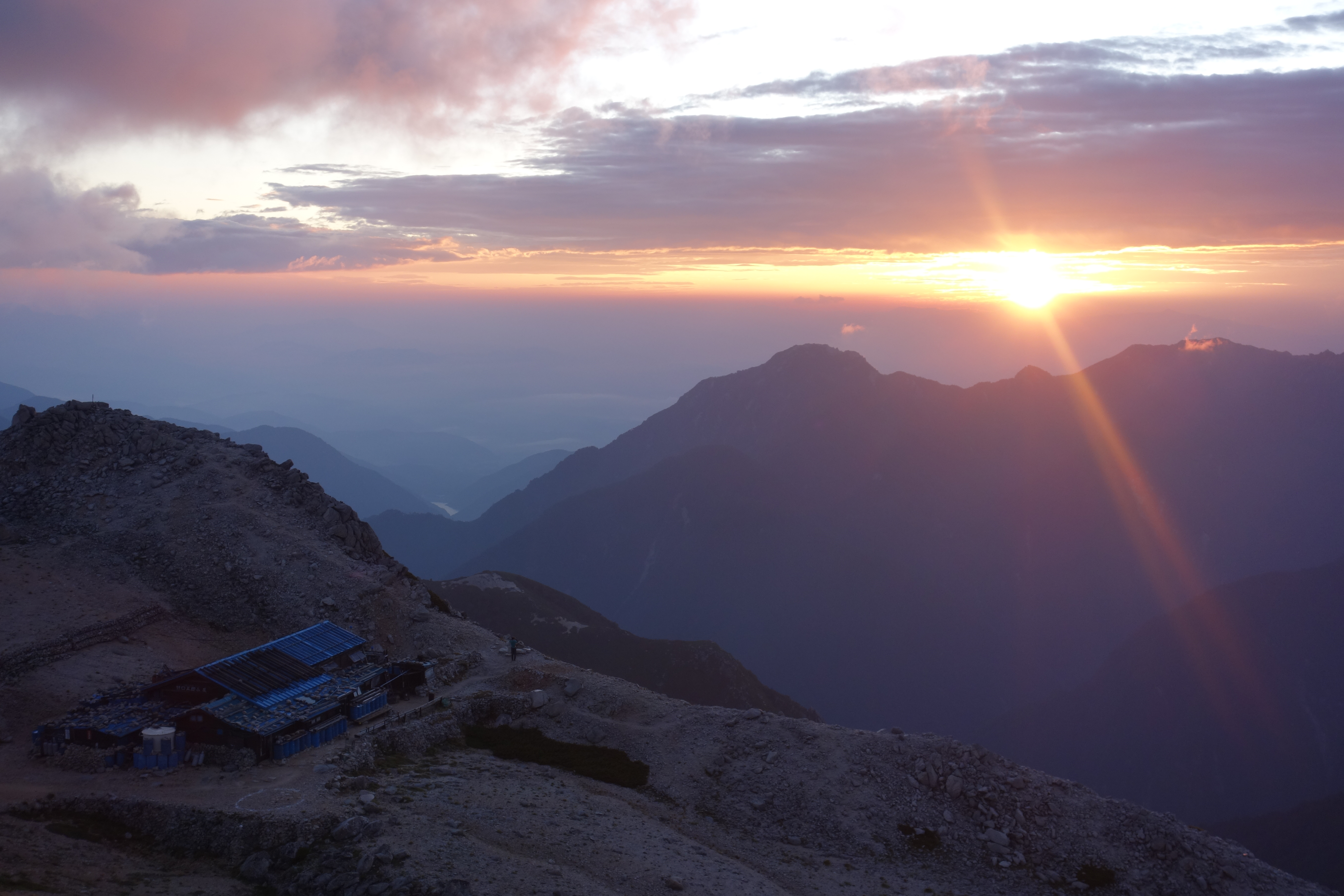
野口五郎小屋と日の出（右奥は餓鬼岳）

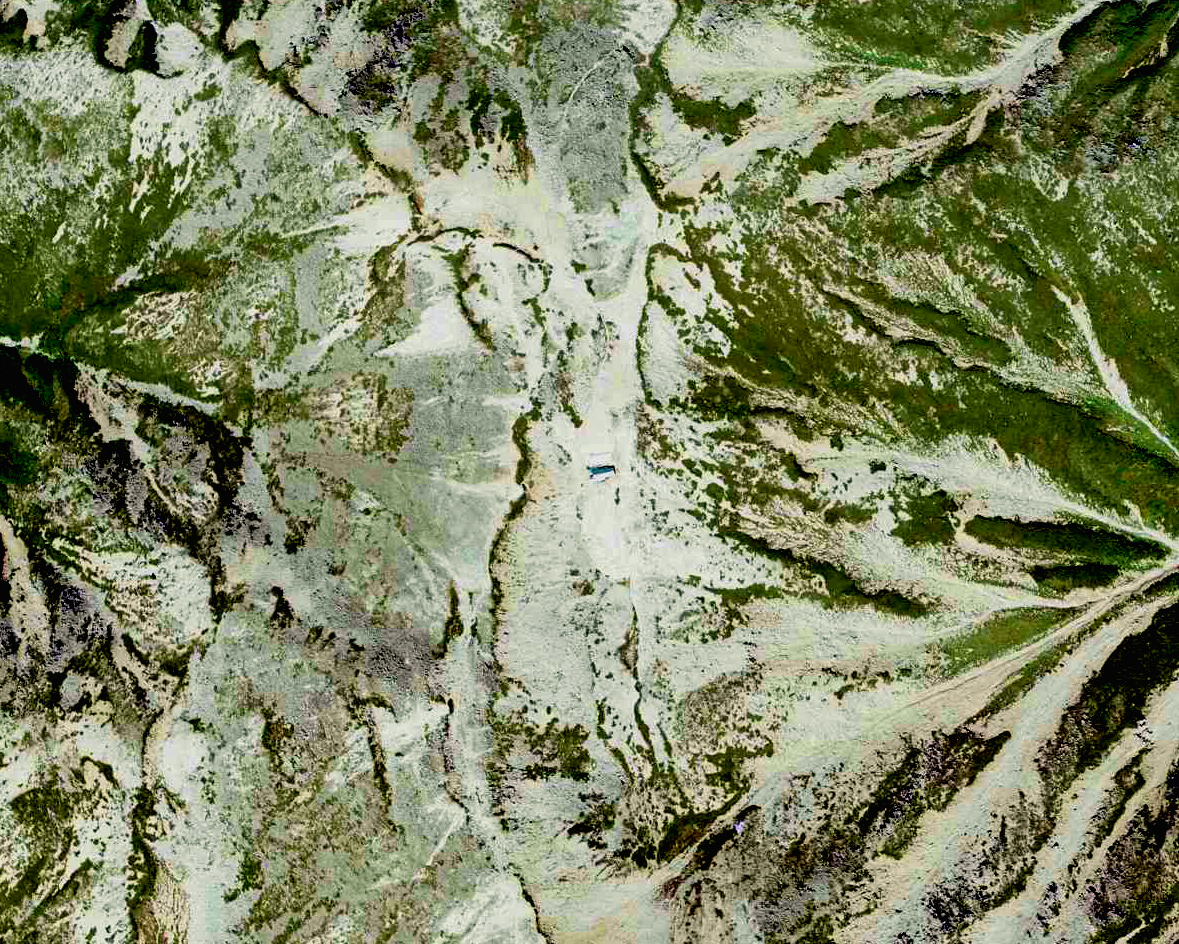
野口五郎小屋周辺の空中写真。画像中央の青い屋根の小さな建物が小屋。1977年9月16日撮影。。

野口五郎小屋（のぐちごろうごや）は、北アルプス中部の野口五郎岳の直下、標高約2,870mの地点にある山小屋。1964年開設。長野県大町市に位置する。

## 近隣の山小屋
- 烏帽子小屋
- 水晶小屋
- 湯俣温泉晴嵐荘